# آرثر بلانت
آرثر بلانت هو سياسي كندي، ولد في 29 سبتمبر 1869 في سالبيري دي فاليفيلد في كندا، وتوفي بنفس المكان في 31 يناير 1927. نشط حزبياً في Conservative Party of Quebec (historical) ‏. وقد انتخب عضو الجمعية الوطنية في كيبك ‏.